# Guvernul Constantin Sănătescu (2)

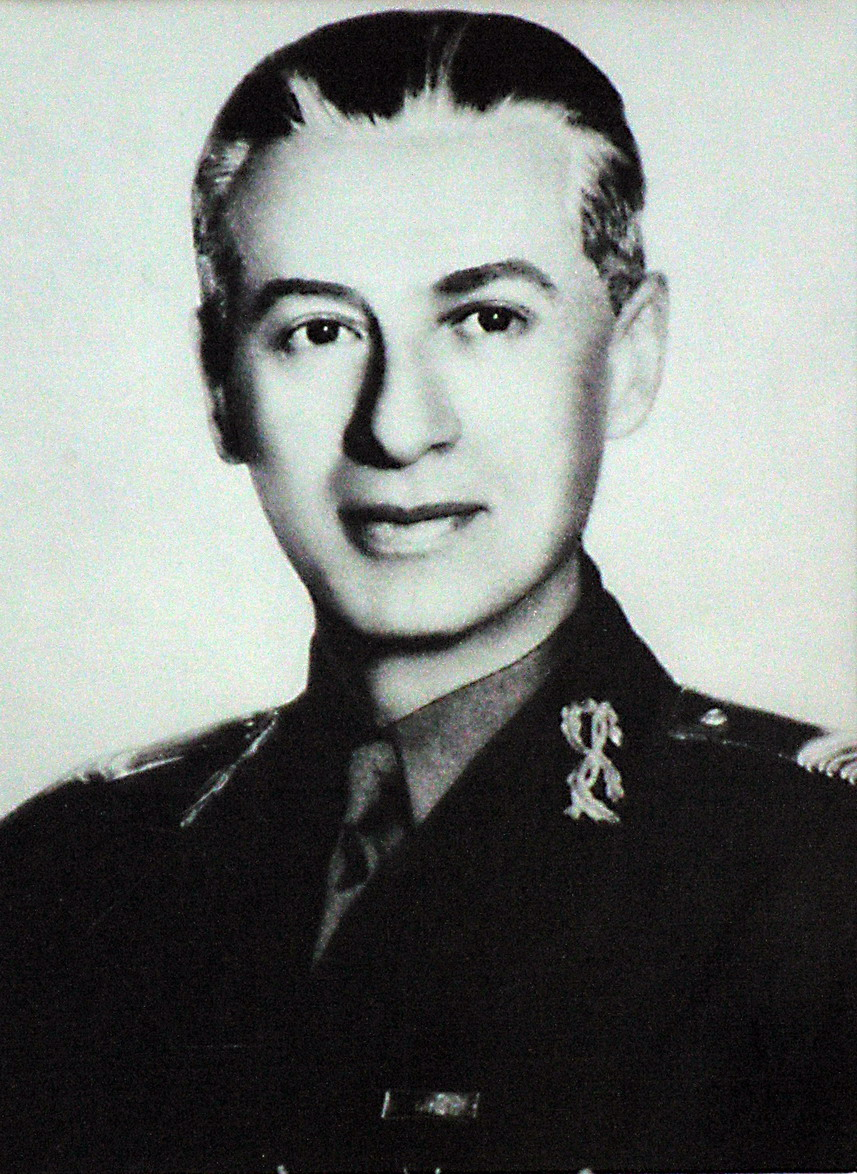
Constantin Sănătescu, președintele consiliului de miniștri

Guvernul General Constantin Sănătescu (2) a fost consiliul de miniștri care a guvernat România în perioada 4 noiembrie - 5 decembrie 1944.

## Componența
- Președintele Consiliului de Miniștri

General Constantin Sănătescu (4 noiembrie - 5 decembrie 1944)
- Vicepreședintele Consiliului de Miniștri

Petru Groza (4 noiembrie - 5 decembrie 1944)
- Ministrul afacerilor interne

Nicolae Penescu (4 noiembrie - 5 decembrie 1944)
- Ministrul afacerilor străine

Constantin Vișoianu (4 noiembrie - 5 decembrie 1944)
- Ministrul finanțelor

Mihail Romniceanu (4 noiembrie - 5 decembrie 1944)
- Ministrul justiției

Lucrețiu Pătrășcanu (4 noiembrie - 5 decembrie 1944)
- Ministrul educației naționale

Ștefan Voitec (4 noiembrie - 5 decembrie 1944)
- Ministrul cultelor și artelor

Ghiță Pop (4 noiembrie - 5 decembrie 1944)
- Ministrul războiului

ad-int. General Constantin Sănătescu (4 noiembrie - 5 decembrie 1944)
- Ministrul producției de război

Constantin C. (Bebe) Brătianu (4 noiembrie - 5 decembrie 1944)
- Ministrul agriculturii și domeniilor

Ioan Hudiță (4 noiembrie - 5 decembrie 1944)
- Ministrul economiei naționale

Aurel Leucuția (4 noiembrie - 5 decembrie 1944)
- Ministrul comunicațiilor

Gheorghe Gheorghiu-Dej (4 noiembrie - 5 decembrie 1944)
- Ministrul lucrărilor publice (din 13 noiembrie 1944, Ministrul lucrărilor publice și refacerii)

Virgil Solomon (4 noiembrie - 5 decembrie 1944)
- Ministrul cooperației

Gheorghe Fotino (4 noiembrie - 5 decembrie 1944)
- Ministrul muncii

Lothar Rădăceanu (4 noiembrie - 5 decembrie 1944)
- Ministrul asigurărilor sociale

Gheorghe Nicolau (4 noiembrie - 5 decembrie 1944)
- Ministrul sănătății și asistenței sociale

Daniel Danielopolu (4 noiembrie - 5 decembrie 1944)
- Ministrul minorităților (din 13 noiembrie 1944, Ministrul naționalităților minoritare)

Gheorghe Vlădescu-Răcoasa (4 noiembrie - 5 decembrie 1944)

## Sursa
- Stelian Neagoe - "Istoria guvernelor României de la începuturi - 1859 până în zilele noastre - 1995" (Ed. Machiavelli, București, 1995
- Rompres Arhivat în 21 septembrie 2008, la Wayback Machine.

| Precedat(ă) de: Guvernul Constantin Sănătescu (1) | Guvernul Constantin Sănătescu (2) 4 noiembrie - 5 decembrie 1944 | Succedat(ă) de: Guvernul Nicolae Rădescu |